# Масакр у Крагујевцу
Крагујевачки октобар или Крагујевачки масакр представља масакр којег су над цивилним, претежно српским, становништвом Крагујевца и околних села починиле немачке окупационе снаге 19, 20. и 21. октобра 1941. године на подручју окупираног дела територије Србије. У овом злочину је страдало око 3.000 становника Крагујевца и околних места, а међу њима је било и 26 жена, 287 крагујевачких ученика и младића средњошколског узраста и 40 деце старости између 11 и 15 година. Након Другог светског рата владало је мишљење да је страдало 7.000 цивила. Према подацима историчара и некадашњег кустоса спомен-музеја „21. октобар“ Станише Бркића, 19—21. дана у Крагујевцу и околним селима је убијено 2.796 људи а 61 је преживело стрељање. 
Стрељање је извршено као одмазда за 10 убијених и 26 рањених немачких војника након сукоба са партизанима и четницима на пола пута између Бара и Љуљака. Немачки командант Франц Беме 10. октобра је издао наредбу да се за једног убијеног немачког војника стреља 100 људи, а за једног рањеног педесет. По тој рачуници као одмазду требало је убити 2.300 људи. Наредбу је донео командант 749. пука чије је седиште било у Краљеву мајор Ото Деш, а наредбу је проследио команданту 724. пука у Крагујевцу мајору Паулу Кенигу. Злочин су извршиле јединице I батаљона 724. пешадијског пука и III батаљона 749. пешадијског пука.
У спомен на жртве стрељања читав простор Шумарица је претворен у спомен-парк. Меморијални комплекс обухвата површину од 352 хектара, а око њега води кружни пут дужине 7 километара који иде ка долинама Ердоглијског и Сушичког потока где су се стрељања и одвијала. У оквиру комплекса налази се 10 споменика (иако је првобитно планирано да их буде 30) подигнутих на хумкама стрељаних.
Данас, 21. октобра, на годишњицу масакра, Србија обележава празник Дан сећања на српске жртве у Другом светском рату. Српска православна црква је канонизовала жртве, те су за светитеље проглашени Свети новомученици крагујевачки.

## Узроци
Након слома у Априлском рату и капитулације, Југославија је била подељена међу силама Осовине. Хитлер је окарактерисао Србе као главне кривце за рат и поделио Србију на више окупационих зона. Централна Србија и Банат припале су Србији под генералом Миланом Недићем. Међутим, Србија је била немачка марионета и била је Немачка окупациона зона. Неорганизоване, мање групе су од почетка окупације почела са отпором.
Начелник штаба Врховне команде Вермахта фелдмаршал Вилхелм Кајтел, наређењем од 16. септембра 1941, у име Адолфа Хитлера инсистирао је да се „за сузбијање општег комунистичког устаничког покрета“ у Србији, примене најоштрије мере и предложио да се „у име одмазда за изгубљени живот сваког немачког војника на смрт стреља од 50 до 100 комуниста.“
Партизани и четници су 29. септембра ослободили Горњи Милановац. Том приликом су заробили одређени број Немаца из 6. чете 920. батаљона земаљских стрелаца који су били у граду. Немачка команда у Београду наредила је једном од два батаљона који су се налазили у Крагујевцу, 749. пуку под командом капетана Фрица Фидлера да ослободи заробљене војнике. Батаљон је два пута безуспешно покушавао да ослободе војнике, а у трећем покушају су стигли у Горњи Милановац, али тамо више није било њихових војника. Као одмазду спалили су град и узели таоце. Приликом повратка, на пола пута између Бара и Љуљака дошло је до сукоба са припадницима НОВЈ и ЈВуО. Жртви је било на обе стране, а Немци су изгубили 10 људи, док је 26 рањено. То је био повод за стрељање.
Немачки командант Франц Беме 10. октобра је издао наредбу да се за једног убијеног немачког војника стреља 100 људи, а за једног рањеног педесет. По тој рачуници као одмазду требало је убити 2.300 људи. Наредбу је донео командант 749. пука са седиштем у Краљеву мајор Ото Деш, а наредбу је потом прослеђена команданту 724. пука у Крагујевцу мајору Паулу Кенигу. На предлог крајскоманданта Ота фон Бишофзхаузена одлучено је да се стрељање изврши по селима која су Немци називали „леглима бандита заражених комунизмом“, док је сам Крагујевац био релативно миран град.

Бишофсхаузен је о томе писао:
… покушао сам да команданта места мајора Кенига придобијем тако што сам му предложио да се у ближој и даљој околини Крагујевца опколе она села која су Крајскомандантури била одавно позната да су заражена комунизмом, и да се из њих повуче потребан број људи за стрељање. Он се са мојим предлогом одмах сложио и било ја начелно решено да се у недељу са I батаљоном 724. пука претресу села Грошница и Белошевац. у понедељак имала су оба батаљона да у заједничкој акцији блокирају села Мечковац, Маршић, Корман, Ботуње, Доње и Горње Комарице у чијој се средини налазило злогласно брдо Парлог, где је, према подацима шумско боравиште банди. Ако се тада не достигне одређени број за стрељање, предложио сам да се прочешљају друга комунизмом заражена села о којима сам имао података.

## Ратни злочин 19. октобра у Грошници, Маршићу и Мечковцу
Прва хапшења уследила су већ 18. октобра када је у Крагујевцу ухапшено око 70 Јевреја и комуниста. Пошто је тај број био исувише мали, по наредби крајскоманданта Ота фон Бишофзхаузена наређена су хапшења по селима Мечковац, Грошница и Маршић. Два батаљона немачке војске су запалила поменута села и похапсила одређени број људи.
Прва масовна стрељања Немци су извршили у околини Крагујевца на Светог Тому, 19. октобра 1941. године. Тог недељног јутра у Грошницу, Илићево и Маршић кренуле су јединице I батаљона 724. пешадијског пука и III батаљона 749. пешадијског пука.
У село Грошницу око 9 часова дошло је 12 камиона са немачким војницима, који су били подељени у две групе. Прва група је стала близу станице на самом улазу у село, док је друга наставила 9 километара даље и стигла код Вињиштанске ћуприје изнад сеоске цркве. Дрвени мост који је због конфигурације терена био важан за пролаз у горњи крај села, срушили су партизани неколико дана раније. Долазак великог броја војника у село изазивао је страх и панику међу мештанима. Такође 2 до 3 дана пре трагедије, авион Недићеве владе је бацао летке да „ко седи мирно код куће нема чега да се боји“.
Немачка казнена експедиција почела је да хапси људе у свим деловима села. Прва група која је стала на улазу у Грошницу вршила је стрељање одмах у групама од по неколико људи, док је горња немачка групација имала другачији план. Људи су хватани у веће групе, држани на ливади или крај пута сат или два и онда стрељани. Прва група је стрељана на брдашцу Ћава, која се налази уз сами пут. Ту је стрељано и неколико сељака из Станова које су Немци покупили на путу ка Грошници. У овој групи преживео је само Душан Јанковић. Немци су укупно на силу прикупили 246 особа и извели на стрељање у неколико група. Ликвидирали су 233 особе док је 13 лица преживело стрељање. Сутрадан 20. октобра једно лице од ових 13 преминуло је од последица рањавања, тако да су Немци у селу Грошница стрељали укупно 234 особе српске националности.
Истога дана, 19. октобра, у 9.30 почела је рација у Маршићу. Трећи батаљон 749. немачког пешадијског пука је затворио све излазе из села и почео да хапси људи и одводи их у двориште школе. Стрељачки вод је постављен на узвишењу Бубањ, а на удаљености од 20 метара постављена су два митраљеза. Пре стрељања немачки војник је на српском одржао говор о злочину и казни. Немци су на стрељање извели 110 особа. Ликвидирали су 104 особе док је 6 лица преживело стрељање.
Треће село је било Мечковац (данас Илићево). Село које се налази на самом путу који води ка Баточини и Лапову било је изненађено рацијом. Стрељачки вод је био распоређен у три стрељачка става: лежећи, клечећи и стојећи, а на стрељање је одведено 80 особа. Ликвидирано је 77 особа док су 3 лица преживела стрељање.
Немачке оружане снаге су 19. октобра 1941. године извршиле ратни злочин стрељавши у околини Крагујевца, у селима Грошница, Маршић и Илићево укупно 415 цивилних лица српске националности. Сахрана је обављана два дана без поворки, а у Грошници и без свештеника који је и сам био стрељан. Војници у зеленим униформама повукли су се у Крагујевац где су наставили своју одмазду, један од највећих ратних злочина Другог светског рата.

## Рација у Крагујевцу
Не постоје тачни и прецизни подаци о броју ухапшених пошто су хапшења вршена потпуно неселективно. Људи су одвођени са њива, из цркава, школа, са радних места, а према проценама ухапшено је најмање око 5.000 људи, углавном цивила који нису представљали никакву опасност по окупациону војну власт. Хапшења су вршена без проблема и готово без отпора, понајвише захваљујући „обећањима“ Немаца да је реч о рутинским контролама чији је циљ промена докумената, те да им њихова „немачка култура забрањује да врше стрељања“. На тај начин је пасивизиран сваки вид отпора. Ухапшени су затварани у хангаре 4 топовске шупе које је користио некадашњи артиљеријски пук „Танаско Рајић“. На улазу у круг Топовских шупа људима су одузимана документа.
О приказу крагујевачке трагедије постоје три верзије; комунистичка, званична немачка, и она коју је дао Марисав Петровић, командант Петог добровољачког пука родом из села Градца недалеко од Крагујевца, у једном писаном извештају.
Извештај о стању у Крагујевцу који је саставио 20. октобра 1941. године крајскомандант Бишофсхаузен послат је у главну команданту Србије. Он у извештају наводи број мртвих и рањених Немаца (9 мртвих и 27 рањена). Износи податке о хапшењима, која су почела 18. октобра у касним вечерњим часовима. Хапшења су вршена по списковима. Прво су похапшени сви мушкарци са списка и Јевреји, те известан број комуниста, све укупно 70 лица. Пошто овај број ни издалека није одговарао броју од 2.300 особа колико је требало стрељати у знак одмазде, одлучено је да се потребан број прикупи насумичним хапшењима по улицама, трговима и кућама.
С тим у вези 20. октобар 1941. године извршена је масовна рација по улицама Крагујевца у којој су похапшени сви мушкарци старости од 16 до 60 година и одведени у логор. У извештају капетана Бишофсхаузена нигде се не спомиње учешће било којих српских органа ни у хапшењу становништва, ни у стрељањима. И иницијатива и њено извођење дело су Немаца. Српски историчар Ђоко Слијепчевић у својој књизи „Југославија уочи и за време Другог светског рата“ пише да су Немци 20. октобра рано ујутро, око пет часова, блокирали основну школу где је био V Добровољачки одред, који се није могао појављивати изван зграде. Блокада школе трајала је све до 15 часова, тј. до завршетка рације.
Марисав Петровић је заједно са Милошем Војновићем, који је дошао у Крагујевац са циљем да формира X Добровољачки одред, отишао до немачке Крајскомандантуре да се обавести о разлозима блокаде и сабирања грађана. У Крајскомандантури су дознали да је наређена одмазда за 10 погинулих и 26 рањених Немаца и да ће због тога бити стрељано 2.300 људи. Запрепашћени овом страшном вешћу Петровић и Војиновић одлазе до мајора Кенига, шефа казнене експедиције, који прек и љут, одбија да разговара са њима.

У свом извештају Марисав Петровић пише:
На дан 19. октобра изјутра у читавом граду почела је рација. Немци су све мушкарце од 16 до 60 година похапсили и затворили у артиљеријску касарну код Сајмишта. Хапсили су све одреда; по кућама, на улици, у кафани, ђаке и професоре у школи, чиновнике из свих надлештва па и раднике који су радили на улицама и Лепеници. Било је ухапшено преко 6.000 људи.
Даље, Марисав Петровић наводи да му је 19. октобра командант казнене експедиције тражио да у току дана састави списак комуниста и „оних који шире пропаганду“. Он се обратио градском представништву градске полиције која му је дала списак од 60 људи који су већином већ били у шуми.
Иако трупе Димитрија Љотића нису активно учествовале у погубљењима важно је напоменути да су у време привођења, али и током самих стрељања асистирале немачким војницима.
Немци су 20. октобра спровели опште хапшење мушкараца по Крагујевцу. Блокирани су сви излази из града, док је са друге стране допуштано сељацима из околних насеља да уђу град. Потом су и они били похапшени и касније стрељани. Немци су упали у Гимназију и остале школе, одакле су у току наставе извели професоре и ђаке почевши од петог разреда, постројили их по тројицу и одвели. Одведени су сви радници који су обављали радове на Лепеници. Похапшени су и сви запослени у јавним надлештвима. Свештенике и вернике хапсили су по црквама, не водећи рачуна о поштовању објеката. На крају је шеф полиције Стошић предао Немцима све политичке и криминалне затворенике. Велик број лица ухапшен је и у њиховим кућама, те су одвођени под претњама или симулирањем лажних чињеница. Планирано је да од стрељања буду поштеђене:
- особе који имају специјалну легитимацију Крајскомандантуре или неке друге у Крагујевцу распоређене трупне јединице;
- особе који припадају једином по живот важном занимању или предузећу
- љотићевци.

## Ратни злочин 20. и 21. октобра у Крагујевцу
Прво масовно стрељање грађана у Крагујевцу извршено је 20. октобра 1941. године у 18 часова. Тог дана Немци су извели на стрељање две групе цивила. Сви ухапшеници одведени су у двориште касарне Трећег артиљеријског пука и тамо претресани и одузете су им све личне ствари. Немци су стрељали прво групу од 70 особа, у којој је било највише Јевреја, а потом и групу од 53 особе из затвора, у којој је било талаца и предратних робијаша. Немачке оружане снаге су 20. октобра 1941. године стрељале укупно 114 лица српске и јеврејске националности.
Највеће стрељање грађана у Крагујевцу извршено је 21. октобра 1941. године. Тог дана Немци су извели 2.301 особу пред стрељачки строј код Централног гробља српске војске из 1914. и 1915. у Шумарицама. Стрељање је почело у 7 часова ујутро. Прву групу људи одвели су до Сушичког потока где их је чекала група од 30 до 50 Немаца. Цивиле су поређали у четири реда, а у сваком је било по 50 људи. Након стрељања Немци су пиштољем убијали оне који су остали рањени. Из барака су одвођене групе од по 100 људи на губилиште. До 2 часа по подне завршено је стрељање. Ликвидирали су 2.267 особе док је 31 лице преживело стрељање. Међу стрељаним је било 217 малолетних особа, од чега изнад 15 година старости 60 ученика гимназије и 134 малолетника који нису ишли у школу, као и 23 деце испод 15 година старости углавном ромске националности. Немачка команда је намерно изабрала за стрељање благе падине поред Ердоглијског и Сушичког потока. Благе падине су војницима пружале добар поглед на све цивиле које су стрељали, и они нису могли неопажено да побегну. Неке групе су стављали на брежуљак, а они стајали у подножју, друге су пак стајале поред потока, а војници на узвишењу. Војници су стајали у два реда: један ред је стајао, а други клечао. Било је покушаја бекства, многи су проналажени мртви стотинак метара од својих група, а неколицини је успело да се спасе бекством, јер војници нису имали превише времена да их гоне јер су им стално стизале нове групе.

Марисав Петровић наводи да су они покушали спасити што више људи:
Добровољци су се тога дана морали понизити пред окупатором много, само да би што више спасли. Мислим да је бар 70 њих украдено из група одређених за стрељање и за толико да се смањи број од 2.300. Морамо истаћи и то да су нам неки Немци у овоме помагали, нарочито један подофицир. Подофицир је био професор и знао је нешто српски и служио као тумач. Нарочито нам је помогао у извлачењу ђака.
Интересантна је и његова изјава да нису могли спасити оне ђаке који су „носили комунистичку фризуру по којој су се познавали да су комунистички омладинци“. Међутим, Петровић признаје да су они у замену за Србе ухватили 200 Рома и предали их Немцима. Једна група добровољаца под вођством Момчила Здравковића званог Изрило преузела је задатак да покупи све Роме у граду. Такође, Петровић је ову трагедију искористио и да се обрачуна са политичким неистомишљеницима. Тако је познат случај попа Андре Божића из Бадњевца једног од оснивача равногорског покрета у Шумадијском округу. По њега су, 19. октобра, блиндираним возом који је свакодневно саобраћао на линији Лапово—Крагујевац дошли припадници Љотићевих добровољаца, на лични захтев Марисава Петровића. Затворили су га у школи „Краљ Петар“ у Крагујевцу, а стрељан је у првој групи 21. октобра у 8 часова. Забележен је њихов разговор у школи: „Видиш бре, попе Андро, рече му Марисав, да ти од мене зависи живот? Ако ме је воља, ти ћеш бити стрељан, а ако је мени воља, бићеш пуштен"! Поп Андра му одговори: „Вала Марисаве, кад мој живот зависи од тебе, и не треба ми! Више волим да будем стрељан но да живим твојом милошћу." Данас у музеју је изложена његова опроштајна порука на којој пише да је страдао невин.
Док је хапшење трајало Марисав Петровић је са пиштољем у руци ушао у општину, ухапсио службенике и поставио своје људе. У општини су, поред осталих ухапсили и адвоката Драгољуба Миловановића Бену. Љотићевци су ухапсили и капетана Божидара Васикића, командира жандармеријске чете у Крагујевцу. Добровољци су ухапсили и Наду Наумовић студенткињу медицине и члана КПЈ. Патрола љотићеваца је око 11 сати прошла градом и купила оне мушкарце који су избегли први талас рације немачких војника. Из суседства су повели Александра Цанета Матејића, који је, како би избегао стрељање, пристао да приступи добровољцима). Када је та група пролазила поред пекаре, Нада је узвикнула: „Цане, шта ћеш са овима, боље да те убију Немци него они." Љотићевци су је зграбили и са осталима отерали у школу „Краљ Петар“ где је био њихов штаб, а уједно и затвор. Укупно су похапсили око 100 Срба који су затворени у школу, а касније и стрељани.

Са друге стране, након Другог светског рата је усвојено да је на стрељање одведено 10.000 људи, а да је стрељано укупно 7.000. У комунистичком часопису „Борба“ у броју 14 од 15. новембра 1941 о самом стрељању пише:
Сав тај народ је довођен у логор опкољен бодљикавом жицом. Ту су их чували Немци и недићевци. Стрељање је вршено по групама од по 50-60 људи на пет места у граду. Немци и недићевци заједнички су изводили људе до губилишта, ту су им наређивали да клекну, а затим би их косили митраљезом. У тој гужви успело је да побегне неколико људи, од којих је већи број рањен. Многи од њих су издахнули у суседним селима - Дреновцу, Дивостину, Барама...
Када је стрељање завршено, Немци нису желели да претекли број Срба пусте на слободу него су их држали као таоце, да би имали на располагању одређен број људи ако погине још који Немац. Да би издејствовали пуштање на слободу бар једног дела похапшених, добровољци и њихов командант су морали трократно да се закуну да нико од њих неће отићи у шуму. Командант добровољаца је морао три пута да понови: гарантујем. На то су Немци пристали да пусте кућама све сем 600 људи. Ови су морали остати као таоци у логору.
Преостали број Срба у послеподневним часовима је пуштен кућама, док је један број њих око 300 задржан за таоце, а око 200 људи су издвојили како би после 5-6 дана вршили сахрањивање страдалих. Наредбом генерала Бемеа било је забрањено да се обележавају гробови стрељаних. У првој ноћи након стрељања родбина која је кришом тражила своје најближе и претурала по телима, пронашла је четворицу који су преживели стрељање. По сведочанствима, крв је из гробова избијала и сливала се у поток, јер су плитко сахрањивани.
Немци су, 22. октобра 1941. године, објавили саопштење у виду плаката којим је Крагујевац био излепљен тог дана,а у коме су навели да је због кукавичког и подмуклог напада у току прошле недеље на немачке војнике, погинуло 10 а рањено 26 немачких војника, у знак одмазде стрељано за сваког погинулог немачког војника 100, а за сваког рањеног 50 становника, укупно 2.300. Међутим, Немци нису дали саопштење за масовна стрељања од 19. и 20. октобра у Крагујевцу и три оближња села тако да испада да су премашили број стрељаних особа у знак одмазде за чак 500 лица. Највероватније да су Немци желели да стрељањем грађана у Крагујевцу и његовој околини дају драстичан пример строгости окупаторских власти како би заплашили шире слојеве становништва и унели осећај колективне несигурности на простору окупиране Србије у циљу смиривања побуне у Шумадији.
Чињеница је да су у Србији били смештени војници Вермахта трећег позива и да су то углавном били породични људи који су мобилисани и стављени у функцију рата. Команданти два батаљона који су извршили стрељање ђака су били просветни радници. Мајор Паул Кениг је био професор теологије протестантске цркве, а капетан Фриц Фидлер директор Високе школе Техничких наука у Аустрији. Поставља се питање шта се десило тим људима који су у цивилу били професори, а овде постали злочинци и убијали чак и децу. Према неким подацима, цео батаљон који је извршио стрељање послат је на одмор због психичких поремећаја који су настали због учешћа у злочину.

## Број страдалих
Све до почетка 21. века владало је мишљење да је у Крагујевцу страдало 7.000 цивила. Тај број први је записао на дан трагедије крагујевачки прота Драгослав Величковић. Начелник Дунавске бановине је неколико дана након злочина посетио град и у извештају влади Милана Недића говори да Немци не говоре истину када кажу да су стрељали 2.300 и да је убијено од 7.100 до 7.300 људи.
„Борба“ у броју од 25. октобра 1941. године пише да је у „Крагујевцу похапшено 2.000 људи и да се врше масовна стрељања. Исте новине од 15. новембра 1941. године доноси извештај о случају у Крагујевцу у коме кажу да су Немци поубијали 5.000 мушкараца и жена, а да је укупно ухапшено око 10.000 људи. Број од 7.000 прихватили су и комунисти. Неки четнички извори говоре да је стрељано чак 12.000 људи, што је невероватно, јер би то значило да су стрељани сви одрасли мушкарци у граду. После рата на суђењу у Нирнбергу сведочио је Живојин Јовановић, један од оних који су преживели стрељање, како је убијено такође 7.000 људи. У записима са суђења стоји да је он тај број засновао на црним барјацима и броју панаија које су дан после стрељана донете у цркву. Међутим то је први и субјективан утисак који говори да је злочин био страшан.
Подаци немачке команде помињу број од 2.300 убијених. Мајор Паул Кениг који је руководио одмаздом у свом извештају од 27. октобра такође помиње исти број. Након ослобођења Крагујевца 21. октобра 1944. године формирана је државна комисија за истраживање злочина окупатора, која је радила све до маја 1945. године. Они у свом извештају наводе да је у Крагујевцу убијено 2324 лица, без околних села. Тај податак се појавио и на суђењу у Нирнбергу. Не зна се тачно када је цифра од 7000 постала званична.

Станиша Бркић, кустос музеја, је у књизи „Име и број“ из 2007. објавио имена и личне податке 2.796 жртве стрељања у Крагујевцу. Он у књизи покушава да одговори на питање зашто су Немци стрељали више него што су планирали. За 10 убијених и 26 рањених требало је да буде стрељани 2.300, а убијено је 500 више. Станиша Бркић је у разговору за дневни лист Политика рекао:
У немачким извештајима каже се да је било и покушаја бекства заробљених, да су неке групе успеле да се извуку и да је у том метежу дошло и до погибије војника. У једном извештају стоји да је погинуло неколико немачких војника, а у другом да је живот изгубило двоје. То је, према подацима до којих сам дошао, могло изазвати бес код капетана Фрица Фидлера, који је руководио стрељањем у селима Маршић и Илићево. Не могу да тврдим да је због тога убијено више људи него што је предвиђено, али ово је логична претпоставка

## Списак преживелих
Према досадашњим истраживањима, стрељање је преживела 61 особа.
| 19. октобар Грошница - Светислав Вујадиновић - Радисав Вуковић - Михајло Вуксановић - Љубомир Глишовић - Момир Глишовић - Милинко Миловановић - Драгомир Милојевић - Светислав Милосављевић - Миленко Петровић - Радован Петровић - Властимир Ратинац - Милија Станић Маршић - Драгољуб Јовановић - Живадин Јовић - Реља Максимовић - Костадин Пантић - Радисав Урошевић - Радосав Урошевић Мечковац (Илићево) - Милош Јеремић - Милош Станојевић - Живан Стевановић 20. октобар Крагујевац - Пантелија Алексић - Тодор Баржу - Милосав Бибић - Миодраг Ивановић - Живојин Јовановић - Владимир Калиманчевић - Петар Катушић - Милорад Мојсиловић - Павле Радовић | 21. октобар Крагујевац - Васа Алваџић - Никодије Вељановић - Јован Ђордевић - Божидар Ђуретановић - Милоје Ђурић - Михајло Ђурић - Љубомир Јовановић - Радомир Јовановић - Ратибор Јовановић - Милован Ловић - Добривоје Марковић - Драгомир Матић - Гаврило Милић - Богдан Миловановић - Миливоје Милошевић - Радосав Миљојчић - Живорад Молтер - Зарије Нешић - Василије Никитовић - Будимир Николић - Милован Обреновић - Радомир Палић - Радосав Паљић - Димитрије Радовановић - Драгомир Радојчић - Милисав Ристић - Радослав Рихтеровић - Живадин Симић - Тихомир Симић - Драгомир Срећковић - Хранислав Стефановић |

## Спомен-парк Крагујевачки октобар
У спомен на жртве стрељања читав простор Шумарица је претворен у спомен-парк. Меморијални комплекс обухвата површину од 352 хектара, а око њега води кружни пут дужине 7 километара који иде ка долинама Ердоглијског и Сушичког потока где су се стрељања и одвијала. У оквиру комплекса налази се 10 споменика (иако је првобитно планирано да их буде 30) подигнутих на хумкама стрељаних. Први од њих, назван „Споменик бола и пркоса“ подигнут је 1959. године, док је последњи „Споменик пријатељства“ саграђен 1994. и представља поклон парку од стране градске администрације румунског града Плоештија.
У оквиру парка се налази и Музеј 21. октобра отворен 1976. са сталном поставком везаном за овај догађај. Одсуство отвора (прозора) на фасадама симболично сугерише на безизлазност ненаоружаних људи који су се тог дана нашли испред митраљеских цеви, тридесет и три кубуса представљају тридесет масовних гробница у самом Спомен-парку и још три које се налазе у оближњим селима Илићеву, Маршићу и Грошници, док провидне пирамиде од плексигласа на њиховим врховима представљају последњи поглед жртава уперен ка небу. Спомен-парк је проглашен културним добром од изузетног националног значаја 27. децембра 1979. године.

## Суђења
Франц Беме се суочио за оптужницом за масакр у Крагујевцу, међу оптужницом за друге ратне злочине. Након што је заробљен у Норвешкој, изведен је на Талачко суђење, у склопу Накнадних нирнбершких суђења, и оптужен је за ратне злочине у Србији током 1941. Када се чинило да је његово изручење Југославији било неизбежно, Беме је извршио самоубиство скочивши са трећег спрата затвора у ком је био држан.
Командант 724. пука 704. пешадијске дивизије, генерал Адалберт Лончар је 1947. осуђен на смрт пред Војним судом у Београду.

## Дан сећања
Прва комеморација у Шумарицама у знак сећања на овај догађај одржана је 1953. године. Током комеморације интонирала се химна, полагани су венци, говорили су преживели са стрељања и преношене кратке вести са светских ратишта. Уметнички део се састојао у избору прозних и поетских текстова, у наступу драмских уметника као и учешћу познатих хорова и оркестара. Од 1964. године програм је почео стално да се одржава са почетком у 11 часова код Споменика стрељаним ђацима и професорима и трајао 45 минута. Од 1971. године формирао се савет „Велики школски час“ који бира писца који ће писати песму за извођење. Први аутор песме „Црни Дан“ која је изведена 1971. био је Душко Радовић, редитељ Здравко Шотра, а композитор Константин Бабић. Од 1991. године уводи се парастос који служи епископ Шумадијске епархије. Од 1991. до данас учествовало је више од 50.000 учесника, а програму присуствује више од 1.000 људи, највиши државни функционери, председник, премијер и министри, као и амбасадори многих држава Европе који полажу венце на гробницу стрељаних ђака и професора. Радио-телевизија Србије директно преноси манифестацију коју прати преко милион гледалаца.
 у Србији се 21. октобар обележава као државни празник, Дан сећања на српске жртве у Другом светском рату. Први пут је на овај начин обележен 21. октобра 2012. године.
Од 1975. године се изводе Камерне свечаности музичке уметности – „Октобру хододарје“ (ОКТОХ). у сали прве крагујевачке гимназије одакле су изведени ђаци и професори на стрељање, млади музички уметници из земље и света изводе дела класика у знак сећања на стрељане грађане. До сада је учествовало око З.000 уметника, међу којима је више од половине младих. Одржано је око 200 концерата, у просеку шест концерата годишње, а њих је посетило 28.000 људи.
Доста су свету једне Шумарице је традиционална манифестација која се одржава у холу музеја. На њима се бирају литерални и ликовни радови ученика основних и средњих школа из земље и окружења, а за теме се узимају стихови познатих песника са наглашеним етичким порукама. Око 1.500 радова из 80 школа годишње стигне на манифестацију.
Сваког 20. октобра у знак сећања на задњу ноћ грађана Крагујевца пробдевену пред стрељање одржава се Бдење. Оно представља мултимедијални програм која се одржавају у Музеју од 2006. године. Програм је следећи: књижевно вече, промоција књиге песама која ће бити изведена на „Великом школском часу“, изложбе, музички концерти и филмске пројекције.

## У популарној култури
Чувши за стрељање ђака у Крагујевцу 21. октобра 1941, песникиња Десанка Максимовић је написала једну од својих најпознатијих песама „Крвава бајка“ - песму која сведочи о терору окупатора над недужним народом у Другом светском рату. Песма је објављена тек после рата.
О овом догађају снимљена су два филма. Први филм „Прозван је и V-3“ је снимљен 1962. године. Режирао га је Миленко Штрбац, који је написао и сценарио. Након седам година снимљен је филм „Крвава бајка“ који је режирао и за њега написао сценарио Бранимир Тори Јанковић. Оба филма су добијале награде на домаћим и иностраним фестивалима.